# Мікулаш Неврлий
Мікулаш Неврлий, Микулаш Неврли, Микола Неврлій, Микола Неврлий, Микола Неврлі (чеськ. Mikuláš Nevrlý, нар. 15 листопада 1916 — 18 серпня 2019) — чеський, словацький і український літературознавець, критик, бібліограф, україніст. Доктор славістики з 1950, іноземний член Національної академії наук України з 2003.

## Життєпис
Народився в 1916 році в Ростові-на-Дону в чесько-українській родині (батько Ярослав Неврлий— чеський залізничник із Чернівців, автор першого підручника української мови з фонетичним правописом, мати — галичанка Євгенія Целевич). Жив з родиною у Томаківці, Червонограді, Зіньківі, Полтаві, Харкові, Куп'янську та інших містах України.
Микола Неврлий середню освіту здобув у семирічній школі міста Куп'янськ Харківської області. Після її закінчення 1931 р. він поступив у автошляховий технікум у Харкові.
З 1930-х років починається сталінський терор. Жити ставало все важче і важче. Микола був свідком арештів і голодомору. На його очах на вулицях Куп'янська і Харкова з голоду пухли і вмирали люди. Їх трупи кидали на вантажівки і вивозили за місто. 1933 року, відчувши загрозу знищення від сталінського терору, родина звернулася до Чехословацького посольства в Москві й невдовзі одержала документи на виїзд до Чехословаччини. Надалі Микола Неврлі жив спершу в Закарпатті, а пізніше постійно в Чехії та Словаччині. Був знайомий з Олександром Олесем, Олегом Ольжичем, Євгеном Маланюком, Олександром Колессою.
З 1933 жив у Словаччині. Навчався у Карловому університеті (закінчив його в 1945). Із вступом нацистів на територію України долучився до оунівських похідних груп, з якими дійшов до Василькова. Брав участь у празькому повстанні проти німців. По війні зміг приховати від комуністичного режиму деякі резонансні факти біографії й зайнявся науковою роботою. Із настанням «відлиги» почав активно їздити до УРСР. Інтенсивно спілкувався з українськими радянськими літераторами (Володимир Сосюра, Микола Бажан).
Працював у Науково-дослідному педагогічному інституті, а з 1963 — в Літературознавчому інституту Словацької академії наук у Братіславі. Упорядник видання творів Богдана Ігоря Антонича «Перстені молодости» (1966), Дмитра Фальківського «Ранені дні» (1969), Євгена Маланюка «Земна Мадонна» (1991), Олега Ольжича «Цитаделя духа» (1991). До цих видань написав передмови, подав коментарі, спогади, фотоілюстрації.
Більшість праць Неврлого присвячена українській літературі, при чому чільне місце займають праці франкознавчі та шевченкознавчі, а також присвячені авторам двадцятих років XX століття. Крім того, окремі його розвідки й статті присвячено Лесі Українці, Григорію Сковороді, сучасній українській літературі. Франківська тематика стала провідною в його науковій діяльності. Він присвятив їй низку статей і чеськомовну монографію «Ivan Franko- ukrajinsky basnik-revolucionar» (Прага, 1952). Кілька праць присвятив життю і творчості Т. Г. Шевченка. Окремими книгами вийшли «Безсмертний Шевченко» (Пряшів, 1954) та словацькою мовою "T. H. Ševčenko, revolučný básnik Ukrajiny " (Bratislava 1960). У 1951 році М. Неврлий разом із О. Зілинським видали у Празі чеськомовну антологію укр. поезії від кінця 18 ст. до Другої світової війни «Перемагати і жити» («Vitezit a zit»), в яку ввійшли вірші 52 поетів, студія огляд перекладів поезії на чеську мову, коментарі та біографічна довідка про кожного поета.
Чесько-українські та словацько-українські літературні зв'язки висвітлюються в дослідженнях Неврлого «Зденєк Неєдли та Україна» (1959), «Словацька україніка. Бібліографія (1945—1964)» (1965), «Українсько-іншослов'янські зв'язки» (1970), «Деякі спільні і відмінні риси українського і словацького романтизму» (1972).
Окремі твори Неврлого переклали Василь Шевчук та О. і Г. Булахи.

## Нагороди
- Орден «За заслуги» 3-го та 2-го ступенів (1997 і 2006 рр.)[5]
- Орден «Козацької доблесті»
- Ювілейна медаль Т. Г. Шевченка
- Ювілейна медаль Президента України «25 років незалежності України» — «за вагомий особистий внесок у зміцнення міжнародного авторитету української держави, популяризацією її історичної спадщини і сучасних надбань» — 2016
- Сертифікати: «70 років Карпатської України», «300 років Конституції Пилипа Орлика»
- Премія Івана Франка від Літературного фонду культури Словаччини.

## Головні праці
- Безсмертний Шевченко (1954; українською мовою)
- Í. Franko — ukrajinský básnik revolucionéř (1957)
- Т. Ševčenko — revolučný básnik Ukrajiny (1960)
- Ukrajinica slovaca. Bibliografia. 1945—1964 (1965)
- Даніел Крман, Подорожній щоденник (Itinerarium 1708—1709), впорядкування, примітки, передмова М. Неврлого; — Київ: Вид. центр «Просвіта», 1999.
- Минуле й сучасне: збірник слов'янознавчих праць. — Київ: Смолоскип, 2009.
- монографія «Іван Франко. Життя і творчість» (співавтор Мирослав Даніш) — 2009
- Енциклопедія української літератури та культури — 2014

## Найважливіші журнальні публікації
- Михайль Семенко, український футуризм і словацькі давісти // Дукля, ч. 3. Пряшів 1966.
- Український вільний університет — база незалежної української науки у вільному світі (1921—1945) // Від наукового товариства ім. Шевченка до Українського вільного університету. — Київ,1992. — С.205-216.
- Письменник і вільне слово. В. Сосюра під обстрілом критики // Літературна Україна. — 1998.-N1 (6 січня)
- Крізь російські окуляри (Слов'янство) // Сучасність. — 1994.-N9. — С.101-106
- Празька поетична школа: (Євшан-зілля) Діаспора // Слово і час. — 1995.-N7. — С.21-28.
- Муза мужності й боротьби: 1994-рік Олега Ольжича, поета, вченого, борця за незалежну Україну // Дивослово. — 1994.-N7. — С.10-17.
- Орест Зілинський як літературознавець // Сучасність. — 1994.-N11. — С.156-164.
- «Як обернуть рабів в буйтури?»: Противоборство Візантії й Риму в поезії Є. Маланюка // Слово і час. — 1997.-N1. — С.25-31.
- На двохсоті роковини Шафарика // Сучасність. — 1995.-N12. — С.136-145.
- Словацька рецепція Кирило-Мефодіївського братства і слов'янська програма словаків // Сучасність. — 1997.-N6. — C.111-115.
- Ольжич на тлі празького літературного довкілля // Сучасність. — 1998.-N2. — C.102-109
- Етапи формування західноукраїнської модерної поезії // Благовісник праці: Науковий збірник на пошану акад. Миколи Мушинки. — Ужгород,1998. — С.241-254.
- Махар і Маланюк // Сучасність. — 1998.-N5. — C.128-136.
- Михайло Мухин і літературна молодь Закарпаття // Сучасність. — 1999.-N6. — С.123-130
- Слов'янський контекст шістдесятників // Сучасність. — 2000.-N1. — С.101-110.
- Біблійні мотиви й еротика в модерній українській поезії // Слово і час. — 2000.-N3. — С.36-40.
- Українська школа в чеській літературі // Сучасність. — 2000.-N7-8. — С.58-66.
- Хто такі русини? (словац.).